# Touchez pas au grisbi
Pour les articles homonymes, voir Grisbi (homonymie).
Série Max le Menteur
Le cave se rebiffe
(1961)
Pour plus de détails, voir Fiche technique et Distribution.
Touchez pas au grisbi est un film français de Jacques Becker, sorti sur les écrans à Paris en mars 1954. Le sénario est l'adaptation de Touchez pas au grisbi ! (1953), roman du même nom d'Albert Simonin, premier volet de la trilogie de Max le Menteur, dont les volumes suivants, sont également adaptés à l'écran; Le cave se rebiffe adapté sous le même titre en 1961 puis Grisbi or not grisbi adapté sous le titre Les Tontons flingueurs, en 1963. Touchez pas au grisbi est présenté en compétition à la Mostra de Venise de 1954. Il connaît le succès à sa sortie en salle. Il marque les débuts de Lino Ventura à l'écran et relance la carrière de Jean Gabin, définitivement débarrassé de son image de « gueule d'amour » datant d'avant-guerre.

## Synopsis
Âgé d’une cinquantaine d’années, Max est un truand chevronné respecté au sein du milieu, séduisant et toujours élégant. Son train de vie est confortable mais il se sait en fin de carrière. Riton est son complice depuis une vingtaine d’années et leur amitié est sans faille. Ils dînent dans leur restaurant habituel. Les conversations voisines portent sur un vol d’or commis le mois précédent à Orly, dont les auteurs courent toujours. Max et Riton sont accompagnés de leurs petites amies danseuses de music-hall, tout en cherchant à se faire entretenir. Marco traverse une passe difficile et, par sympathie, Max l'invite et l’aide un peu financièrement. Leur soirée se poursuit dans un cabaret de Pigalle où les danseuses se produisent, propriété de Pierrot et Marinette, amis de longue date de Max et Riton. Pierrot fait venir Max dans son bureau pour arbitrer un différend l’opposant à Angelo, un trafiquant de drogue. La solution proposée par Max satisfait tout le monde. Prenant congé de Lola, il surprend Josy et Angelo en train de s’embrasser. Max chapitre Riton sur son comportement envers Josy; son attitude de « cave » trompé correspond pas à son âge et à son expérience. Il l’exhorte à se ressaisir. Un chauffeur du taxi emprunté par Max signale une ambulance semblant les suivre. Ses occupants Ramon et un autre homme de main d’Angelo s’introduisent dans son immeuble. Repérés, ils prennent la fuite. Max prévient Riton du coup fourré. Riton est justement en train de recevoir Angelo et un certain Bastien, venus lui proposer une affaire. Max intime à Riton de ne surtout pas les suivre et de les congédier, lui donnant une adresse où le retrouver. L’adresse est celle d'un de ses appartements, ce que Riton ignore. Dans le garage de l'immeuble, Max a remisé une Ford Vedette flambant neuve. Dans le coffre de cette voiture se trouvent les huit lingots d’or de douze kilos chacun, volés le mois précédent à Orly.
Les deux hommes s’installent pour la nuit dans l’appartement et ont une explication. Max comment il a surpris Josy et Angelo ; Riton admet avoir parlé de leur grisbi à Josy. Max explique le plan d’Angelo consistant à les enlever pour leur faire avouer — de gré ou de force — où sont cachés les lingots.
Dès le lendemain matin, Max transporte les lingots chez Oscar, un receleur qui se trouve être son oncle. Max espère en tirer 50 millions mais Oscar lui en offre 35 millions. Dépité mais pressé de conclure, Max accepte. De retour chez lui, il constate que Riton a quitté les lieux. Il reçoit un appel de Betty sa belle maîtresse, fortunée, élégante et totalement étrangère au milieu, l’invitant à déjeuner chez elle et une liaison se noue. Max se rend le soir au restaurant et demande à Marco de l’aider, malgré les difficultés et les risques. Max laisse ensuite de l’argent à la restauratrice, à charge pour elle de payer un avocat et des colis, au cas où il serait arrêté. Les deux hommes vont à l’hôtel où habite Riton. Marco resté un peu en retrait, repère un complice d’Angelo surveillant les allées et venues. À l’intérieur, Max interroge Josy lui relatant l’enlèvement de Riton par Angelo et ses hommes. Elle ignore où ils l’ont emmené. Marco, maîtrise l'acolyte d’Angelo, Fifi. Max et lui le conduisent chez Pierrot. Le lieu est également surveillé. Questionné sans ménagement, Fifi parle du grisbi et d’une affaire de 50 briques ; Pierrot comprend que les auteurs du vol d’Orly sont Max et Riton. Marinette vient prévenir Max qu’Angelo est au téléphone et veut lui parler. Angelo propose à Max d’échanger Riton contre le grisbi. Max, Pierrot et Marco s’arment et partent au rendez-vous fixé par Angelo. En chemin ils récupèrent les lingots chez Oscar et relâchent Fifi dans une rue déserte en pleine nuit.
L’échange a lieu sur une route peu fréquentée, l’ambiance est tendue mais tout se déroule suivant les modalités prévues. Alors que l’affaire semble réglée, trois hommes, à qui Angelo a demandé de se dissimuler à proximité, surgissent et mitraillent Max et ses comparses. Marco est tué sur le coup. Max renverse la situation et abat les trois assaillants. Max veut rattraper Angelo — et récupérer le grisbi. Une poursuite s’engage, et des coups de feu sont échangés. Dans la voiture d’Angelo, Ramon et Bastien sont tués ; dans celle de Max, Riton est blessé. Angelo fait une sortie de route. Il est abattu par Pierrot, tentant de jeter une grenade explosant près de lui et mettant le feu à sa voiture. Max tente de reprendre les lingots mais l’incendie l’en empêche. L’arrivée d’un camion oblige le groupe à quitter les lieux. Riton, dont la blessure est grave, est soigné chez Pierrot et Marinette, il conseille à Max de se montrer en ville. Les événements de la nuit sont à la première page des journaux du matin. Les lingots sont retrouvés dans la voiture d’Angelo; leur vol lui est imputé. Max arrive pour déjeuner, Betty l’accompagne. Il ne fait aucun commentaire sur l’affaire. Il s’éclipse un moment pour téléphoner à Pierrot annonçant la mort de Riton. Max est sonné mais ne laisse rien paraître, il retourne près de Betty.

Principaux rôles
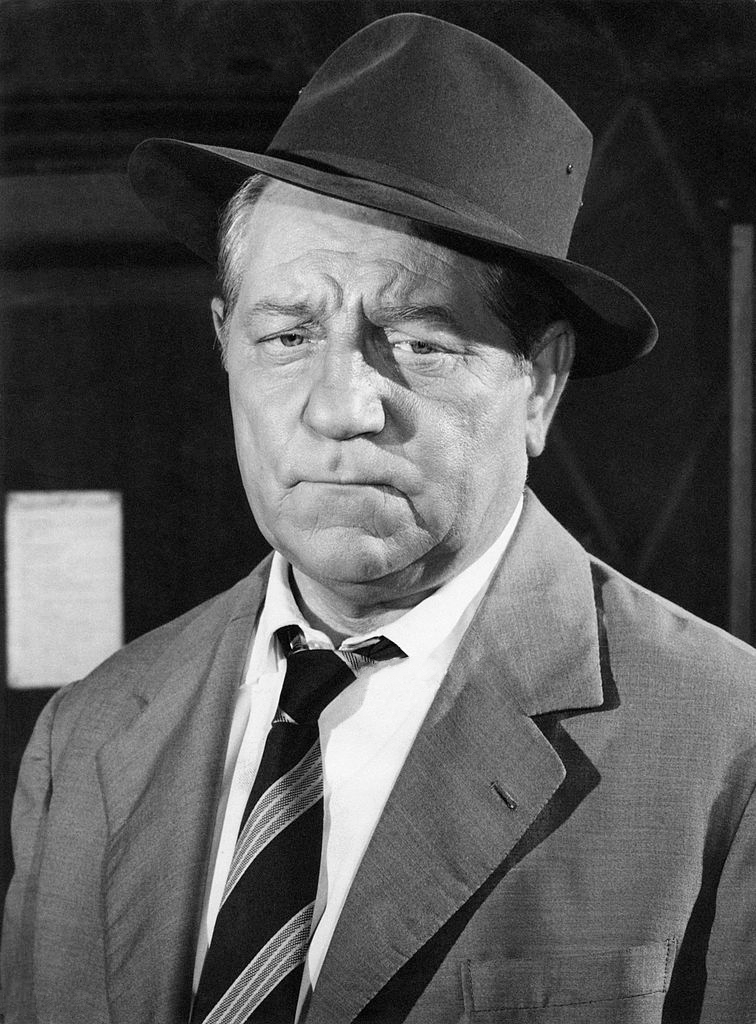
Jean Gabin (Max)
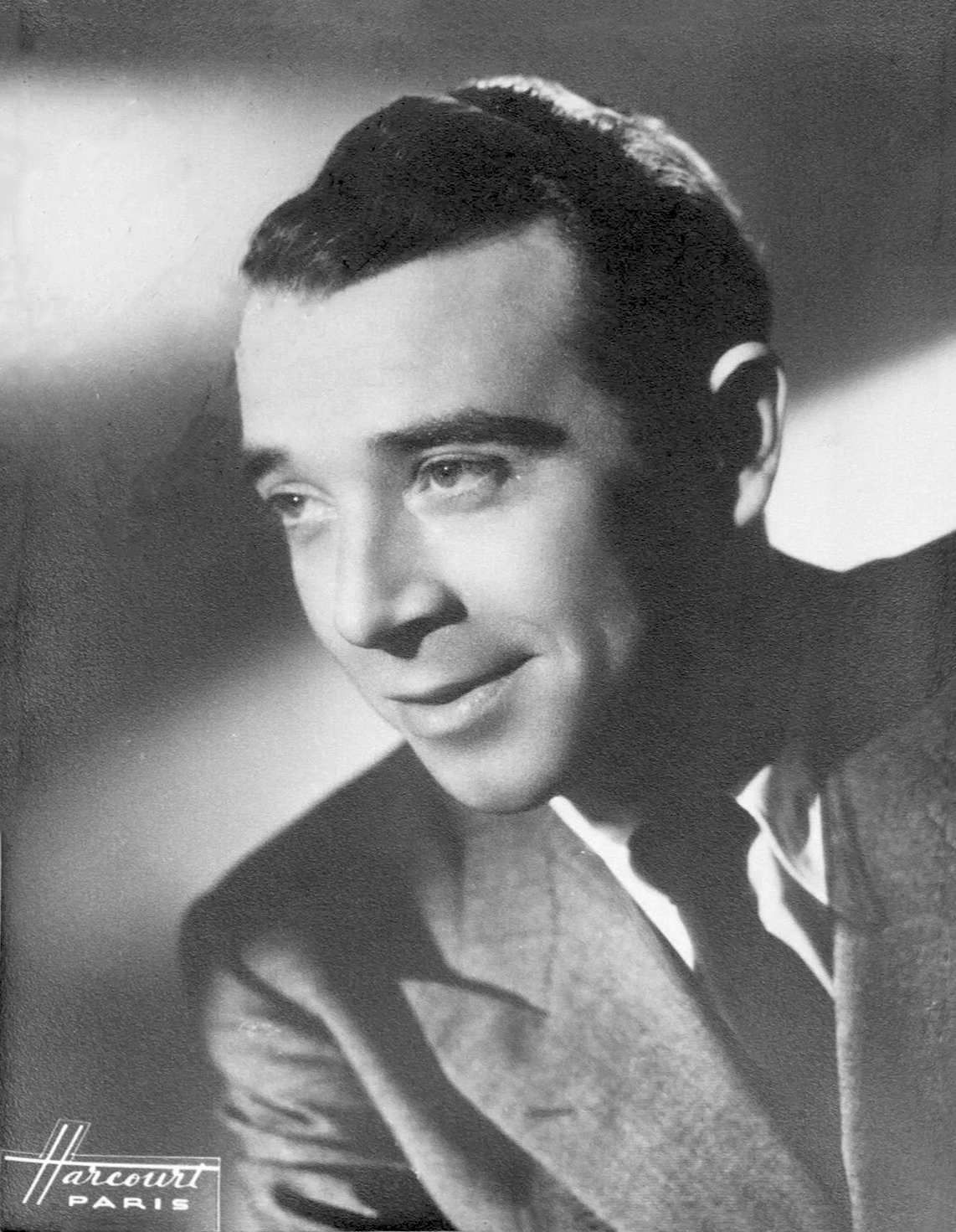
René Dary (Riton)
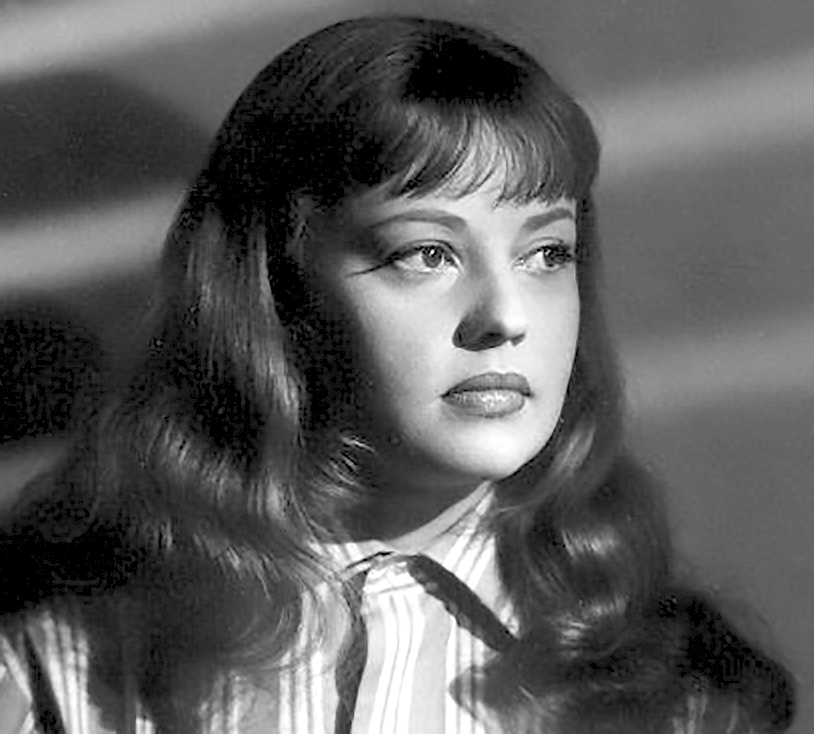
Jeanne Moreau (Josy)
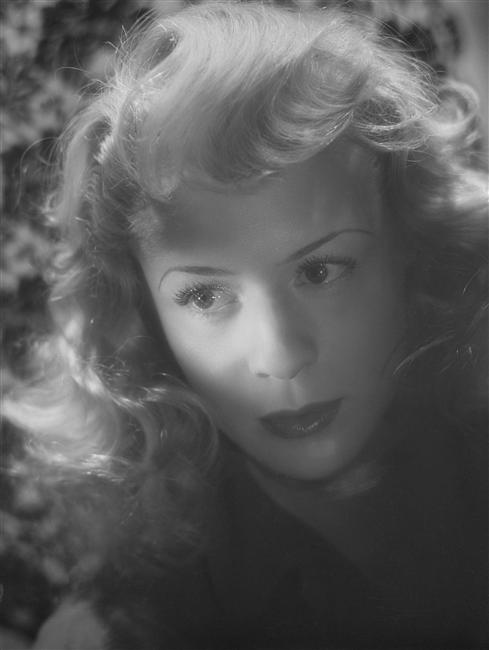
Dora Doll (Lola)
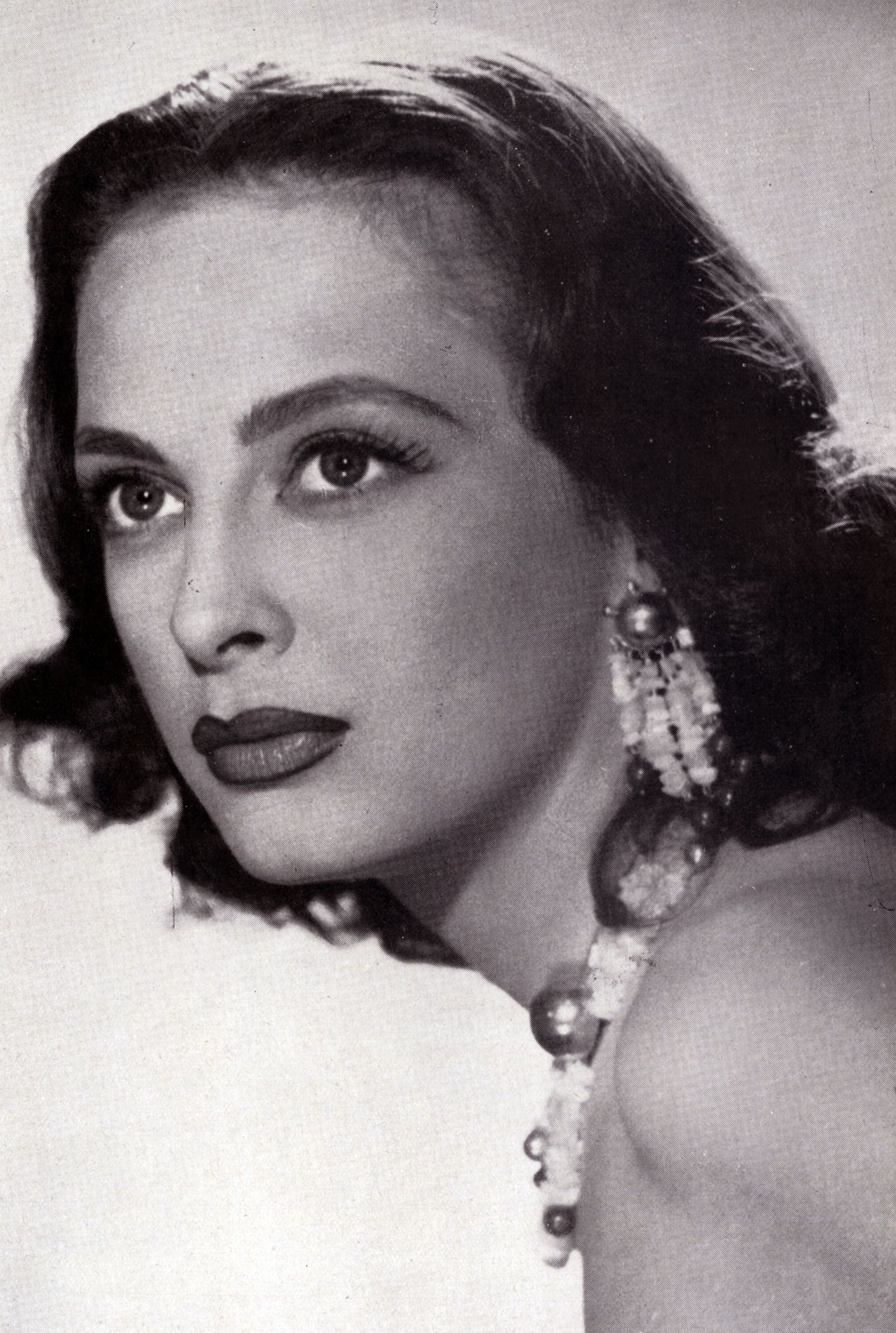
Marilyn Bufferd (Betty)
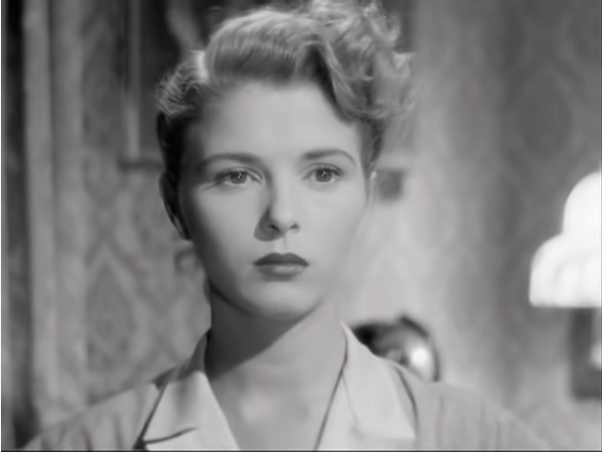
Delia Scala (Huguette)
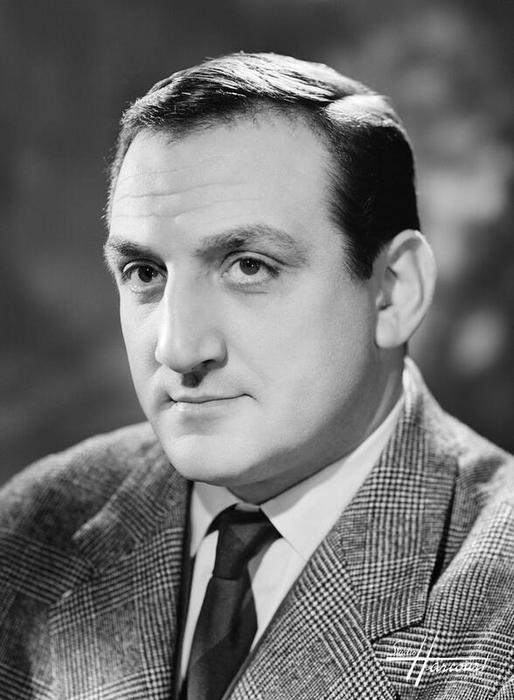
Lino Ventura (Angelo Fraiser)
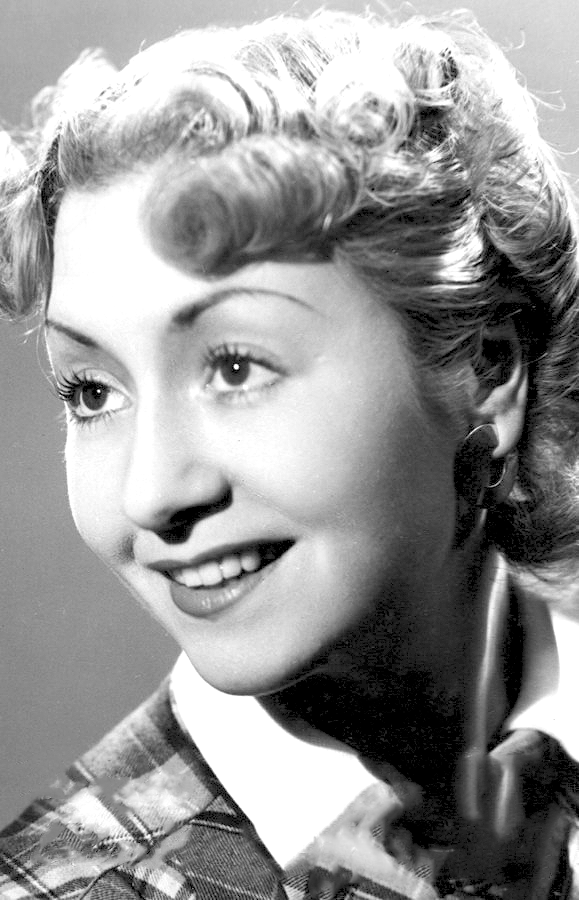
Denise Clair (madame Bouche)
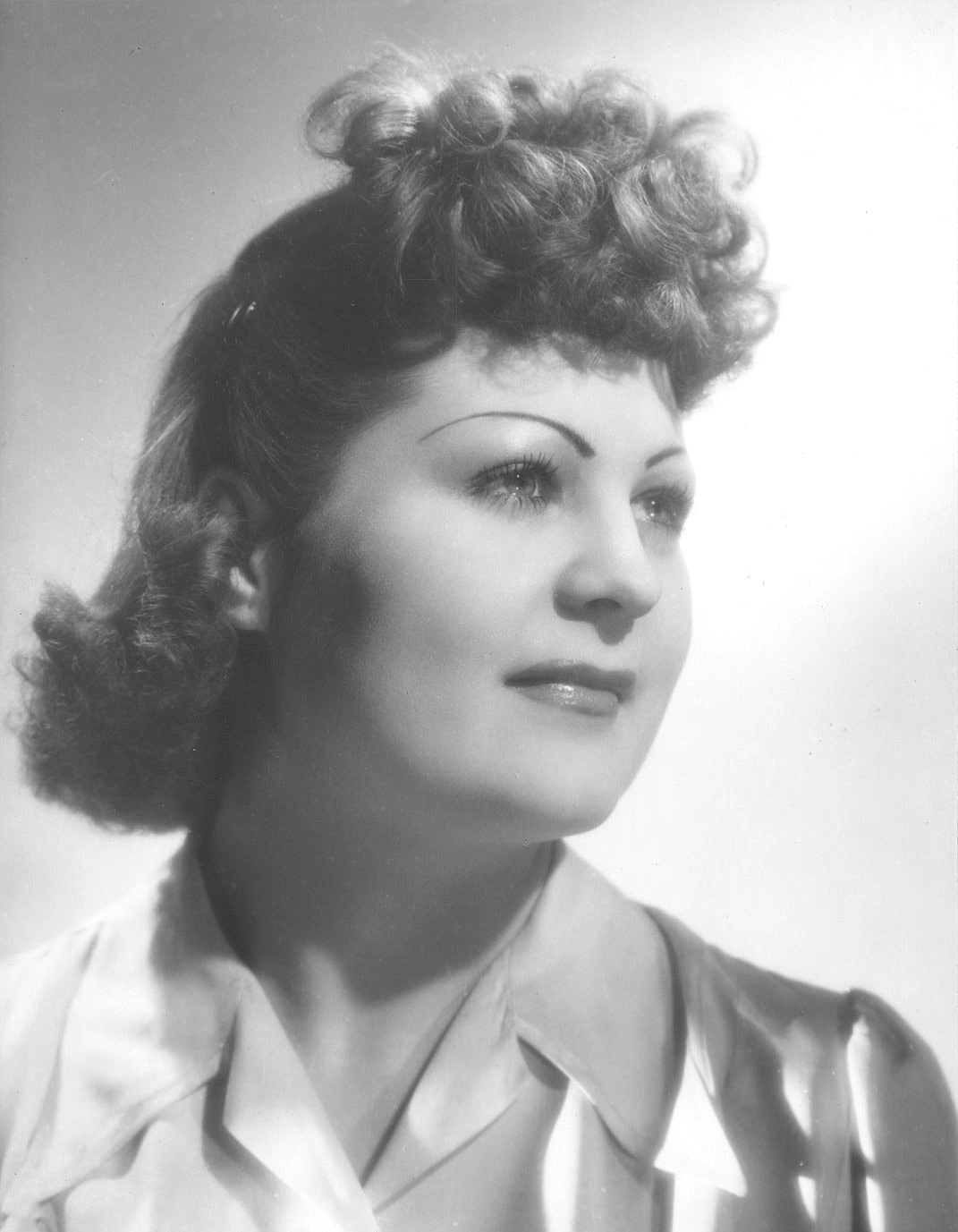
Dominique Davray (une prostituée)
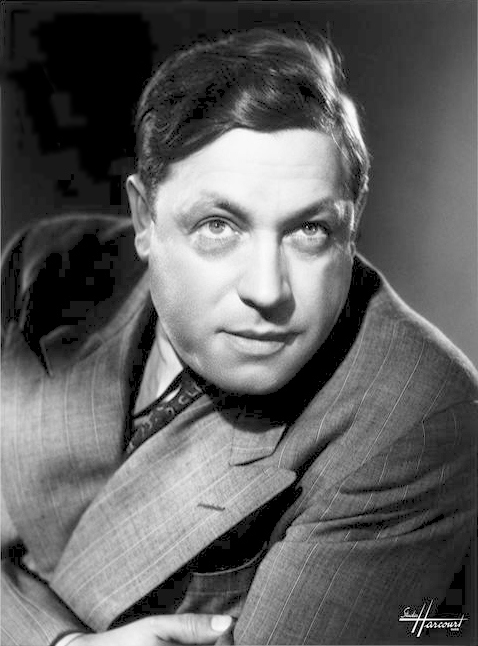
Paul Frankeur (Pierrot)

## Fiche technique
- Titre : Touchez pas au grisbi
- Réalisation : Jacques Becker, assisté par Jean Becker, Jean-François Hauduroy et Marc Maurette
- Scénario : Albert Simonin, Jacques Becker et Maurice Griffe, d'après le roman du même nom d'Albert Simonin
- Décors : Jean d'Eaubonne, assisté de Jacques Gut
- Costumes : Marcelle Desvignes
- Photographie : Pierre Montazel
- Opérateur : André Dumaître
- Son : Jacques Lebreton et Jacques Carrère
- Montage : Marguerite Renoir
- Musique : Jean Wiéner
- Production : Robert Dorfmann
- Direction de production : Léon Carré
- Sociétés de production : Del Duca Films et Antares Film Produzione Cinematografica
- Société de distribution : Les Films Corona (France)
- Pays d’origine :  France,  Italie
- Langue originale : français
- Format : 35 mm — 1,37:1 — son monophonique
- Genre : Drame et film de gangsters
- Durée : 94 minutes
- Dates de sortie : 
  - France : 17 mars 1954
  - Italie : 23 août 1954 (Mostra de Venise) ; 29 septembre 1954 (sortie nationale)
- Classification : interdit aux moins de 16 ans lors de sa sortie en salles en France[1],[2], réévalué tous publics depuis 1991[3].
- Affiche : Clément Hurel (France)

## Distribution
- Jean Gabin : Max
- René Dary : Henri Ducros dit Riton
- Jeanne Moreau : Josy, petite amie de Riton
- Dora Doll : Lola, petite amie de Max
- Marilyn Bufferd : Betty, maîtresse de Max
- Paul Œttly : Oscar, receleur et l'oncle de Max
- Delia Scala : Huguette, secrétaire d'Oscar
- Paul Barge : Eugène, employé d'Oscar
- Lino Ventura : Angelo Fraiser, trafiquant de drogue
- Vittorio Sanipoli : Ramon, un homme d'Angelo (V.F. Fernand Sardou)
- Umberto Silvestri : le complice de Ramon dans l'ascenseur
- Daniel Cauchy : Fifi, un homme d'Angelo
- Angelo Dessy : Bastien, un homme d'Angelo
- Bouvette : le chauffeur de taxi
- Denise Clair : Mme Bouche, la restauratrice
- Dominique Davray : une prostituée chez Bouche (non créditée)
- Robert Le Fort : un client éconduit chez Bouche (non crédité)
- Michel Jourdan : Marco, le jeune truand
- Jean Riveyre : le garçon du Moderna
- Paul Frankeur : Pierrot, le propriétaire de la boîte
- Gaby Basset : Marinette, la femme de Pierrot
- Lucilla Solivani : Nana, une secrétaire de Pierrot
- Jean Clarieux, Jean Daurand, René Hell, Charles Mahieu (Bébert) : les 4 malfrats attablés chez Bouche (non crédités)
- Gérard Blain : le portier de la boîte de nuit (non crédité)
- Charles Bayard : M. Dufiond, un danseur (non crédité)
- Pierre Moncorbier : un barman (non crédité)

## Production

### Développement et choix des interprètes

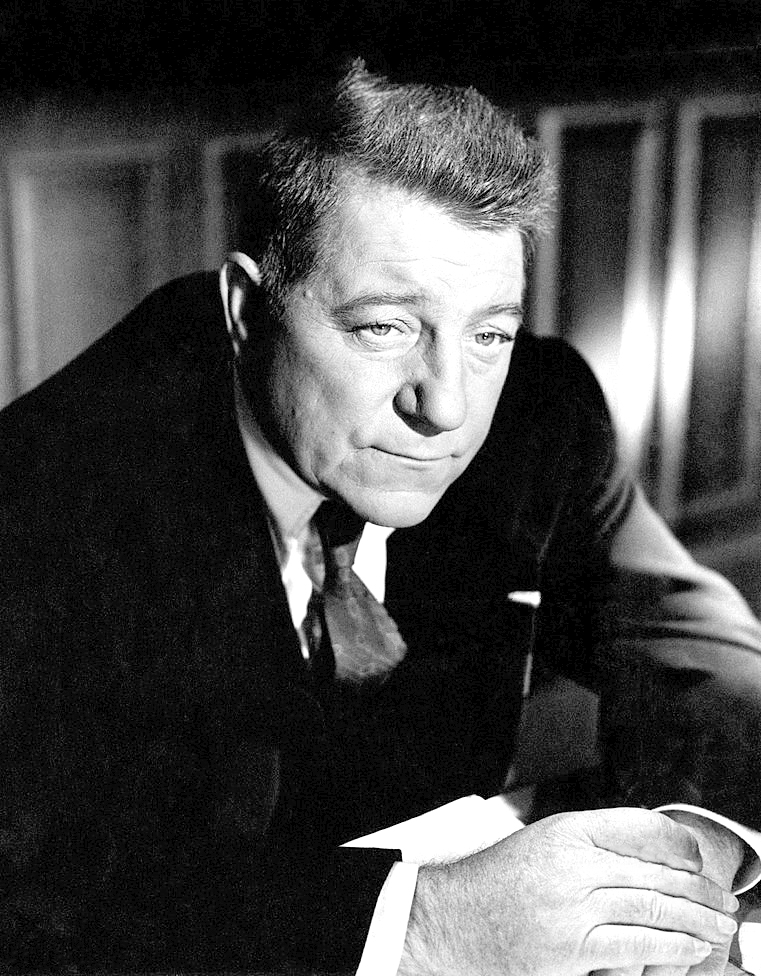
Jean Gabin.

En 1953, le réalisateur Jacques Becker lit le roman Touchez pas au grisbi d'Albert Simonin, gros succès de la collection Série noire. Becker pense qu'il s'agit d'un sujet susceptible d'intéresser le public. Impressionné par le film Le Salaire de la peur de son ami Henri-Georges Clouzot (Palme d'or au Festival de Cannes), Becker se dit être capable de retrouver les faveurs des spectateurs et, par voie de conséquence, la confiance des producteurs qui s'est émoussée depuis l'échec commercial de ses deux derniers films, Casque d'Or et Rue de l'Estrapade.
Becker prend contact avec Simonin pour lui proposer d'écrire une adaptation du roman avec lui et son co-scénariste habituel, Maurice Griffe. L'écrivain accepte et encourage même le cinéaste à s'éloigner du texte original :

« Pendant le travail d'adaptation, c'est lui qui tenait le moins à respecter son bouquin. »

— Jacques Becker, février 1954.

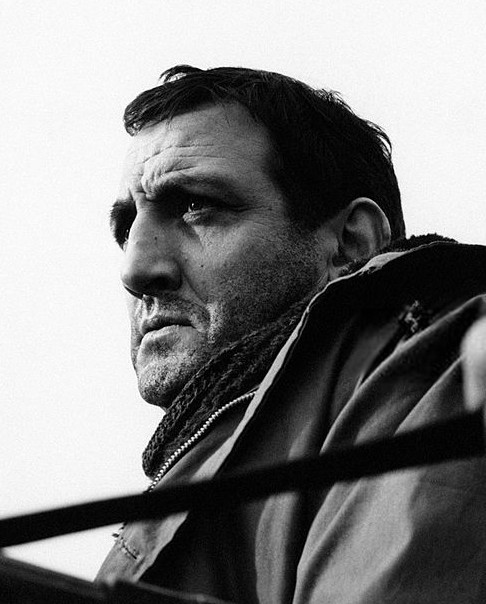
Lino Ventura.

Le réalisateur enlève donc du scénario les répliques argotiques du livre et choisit d'approfondir l'étude de caractère des deux personnages masculins principaux, Max et Riton, au détriment de l'action, privilégiée dans ce genre de film. Becker utilise en effet l'argument prétexte d'un affrontement entre deux bandes rivales, celle de Max et celle d'Angelo, pour traiter surtout d'une amitié entre deux truands vieillissants brisée par la trahison d'un tiers.
Pour le choix des deux rôles principaux, Becker pense à Daniel Gélin, avec lequel il avait déjà travaillé, mais ce dernier refuse. Le réalisateur envisage alors François Périer, mais comprend qu'il faut un acteur un peu plus âgé pour incarner Max, tel qu'il est conçu dans le scénario. On lui conseille alors Jean Gabin, alors sous contrat avec la société de production de Touchez pas au grisbi, Del Luca Productions. Bien qu'appréciant l'acteur depuis Les Bas-fonds et La Grande Illusion, Becker se montre réticent car il incarne pour lui une forme révolue du cinéma français : Gabin peine à retrouver les faveurs du public d'avant-guerre depuis son retour des États-Unis. Le réalisateur-scénariste fait tout de même lire le scénario à l'acteur, qui accepte le rôle. Becker va en effet tirer avantage de l'image vieillissante de l'acteur.
Alors que Becker cherche un acteur pour interpréter Riton, Gabin lui présente René Dary, qui a connu son heure de gloire sous l'Occupation en tenant des rôles que Gabin, alors parti dans son exil américain, aurait pu tenir. C'est aussi grâce à Gabin que Gaby Basset, alors ex-femme de l'acteur, est engagée pour jouer l'épouse de Paul Frankeur, également proche de Gabin. Jeanne Moreau et Dora Doll sont engagées pour jouer respectivement les jeunes maîtresses de Riton et Max. Pour incarner le rôle d'Angelo, rival de Max, Becker cherche une « gueule » inconnue et jette son dévolu sur un ancien champion de lutte, Lino Ventura. Alors qu'il ne joue qu'un second rôle, pour sa toute première apparition à l'écran, il demande par pure provocation un cachet d'un million d'anciens francs (cachet presque équivalent à celui de Jean Gabin), proposition qui est acceptée à sa grande surprise.

### Tournage

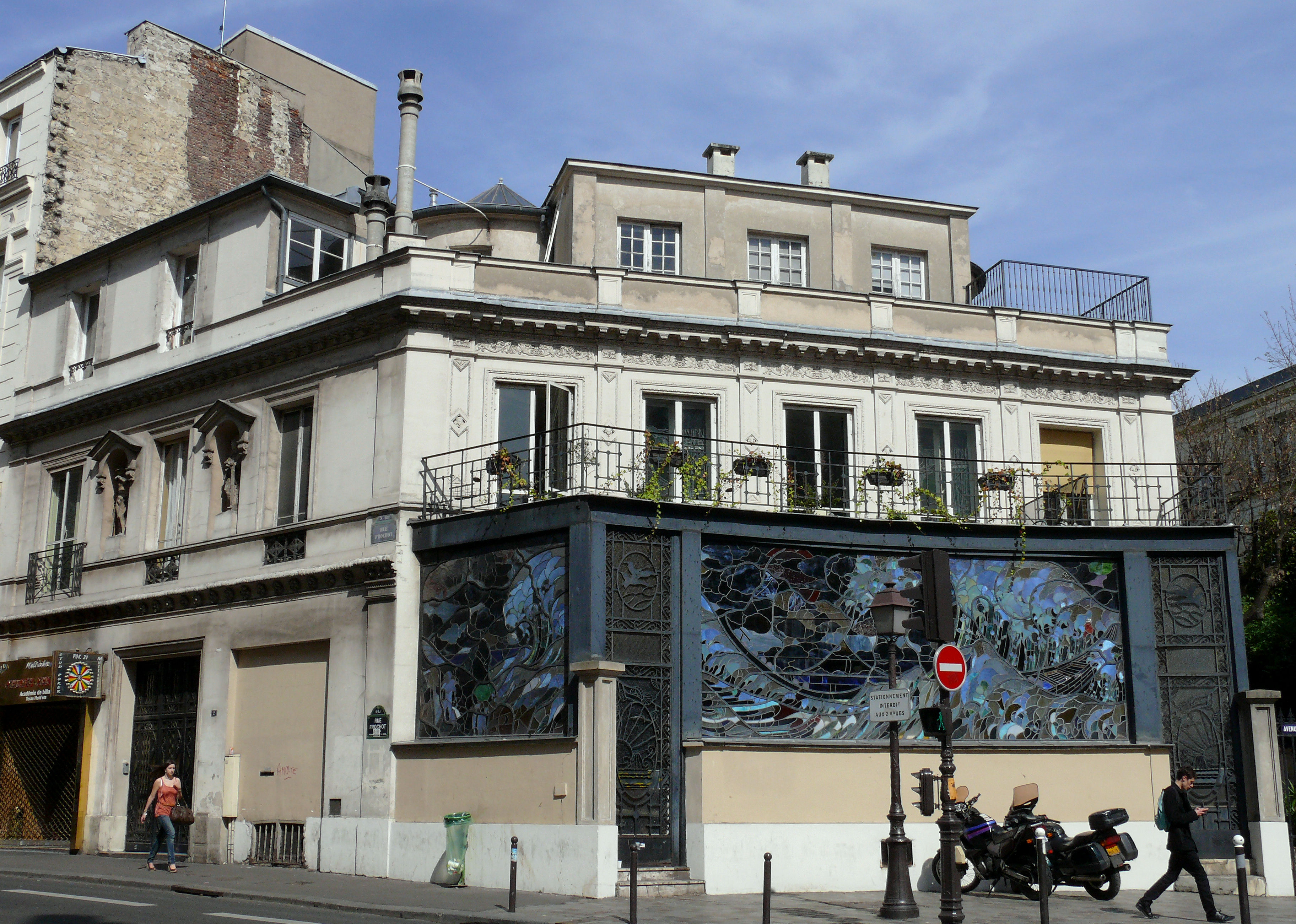
Vue de la rue Victor Massé (9e arrondissement de Paris), où fut tourné la scène de la boîte où se rend Jean Gabin au début du film.

Le tournage du film débute dans les studios de Billancourt, à l'exception d'extérieurs en région parisienne et niçoise à l'automne 1953 (du 21 septembre au 18 décembre 1953). Le tournage se déroule avec une équipe technique que le réalisateur connaît bien : Jean d’Eaubonne au décor, Pierre Montazel à l’image, Colette Crochot pour le script et toujours Marguerite Renoir au montage. Marc Maurette, ancien assistant de Becker sur ses trois premiers films, est de retour, aidé par Jean Becker, fils aîné du cinéaste qui fait ses premières armes. La célèbre musique à l’harmonica et au piano est de Jean Wiener.

## Sortie et accueil
Touchez pas au grisbi sort dans les salles françaises le 22 mars 1954 avec une interdiction aux moins de 16 ans. L'accueil critique est enthousiaste et le film rencontre un véritable succès auprès du public, puisqu'il réunit 3 190 621 entrées l'année de sa sortie. Finalement, le film a réuni 4 713 585 entrées. Le film est notable pour avoir relancé la carrière de Jean Gabin sur la durée en tant que vedette : après la Seconde Guerre mondiale et son retour en France, l'acteur avait connu une période moins propice au succès que pendant l'entre-deux-guerres, malgré les bons scores au box-office de Au-delà des grilles, La Marie du port, La nuit est mon royaume et La Minute de vérité. C'est par ailleurs la toute première apparition au cinéma de Lino Ventura. Le champion d'Europe de catch 1950, engagé « par hasard » par Jacques Becker à l'âge de 34 ans, crève littéralement l'écran. Sa carrière est lancée.
À l'international, le film est vu par plus de 2 millions de spectateurs en Italie et par 21 700 spectateurs pour sa ressortie aux États-Unis en 2003.

## Récompenses et distinctions
- À la Mostra de Venise 1954, Jean Gabin remporte la Coupe Volpi de la meilleure interprétation masculine, pour son incarnation de Max le menteur dans le film, ainsi que pour celle de Victor Le Garrec dans L'Air de Paris de Marcel Carné.